# Schoibern
Schoibern ist ein kleiner Ort im Salzkammergut in Oberösterreich wie auch Ortschaft der Gemeinde Oberhofen am Irrsee im Bezirk Vöcklabruck.

## Geographie
Der Ort befindet sich etwa 25 Kilometer westlich von Vöcklabruck, 8 Kilometer südöstlich von Straßwalchen und ebensoweit nördlich von Mondsee.
Das Rotte Schoibern liegt hoch über dem Irrsee am Schoibernberg (883 m ü. A.) auf um die 760–790 m ü. A. Höhe, am Südwestabhang des Rückens zum Gommersberg (806 m ü. A.) Richtung See, über der Haslau, einer Weitung an der oberen Vöckla. Zum Gemeindehauptort Oberhofen sind es 3½ Kilometer Luftlinie nordwestlich, nach Zell am Moos ebensoweit südwestlich.
Die Ortschaft Schoibern umfasst nur 7 Gebäude mit etwa 25 Einwohnern, davon bilden 4 den Ort Schoibern selbst, die anderen sind die zerstreuten Häuser Schneiding am Gommersberg und unterhalb.
Den Ort erreicht man über einen ländlichen Zufahrtsweg über Schneiding von Obernberg oder von der Haslau.
| Oberholz (O) |                                             | Hüttenedt (O) Obernberg (beide Gem. Straßwalchen, Bez. Salzburg-Umg., Sbg.) |
| Berg (O)     | Kompassrose, die auf Nachbargemeinden zeigt | Steinbach (O)                                                               |
|              | Schweibern (O)                              | Häusern (O, Gem. Zell am Moos)                                              |

## Geologie und Geschichte
Am Rücken bei Schoibern liegt eine Randmoräne desjenigen Lobus des Traungletschers, der das Mondseeland ausgefurcht hat („Mondseegletscher“ oder „Irrseegletscher“). Sie gehört zur Riß-Kaltzeit (vor etwa 200.000 Jahren), der höchsten Vereisung der Alpen. Der Stoiberberg und seine Nachbarberge waren zu dieser Zeit Nunataks, aus der Eismasse herausragende Felsinseln. Die glazialen Sedimente ziehen sich in die Haslau hinunter, gegenüber bei Haslau-Berg und Gollau liegen die zeitgleichen Moränen der Haslauer Seitenzunge des Riß-Gletschers.
Schoibern ist 1787 schon in einer Karte verzeichnet, das Gehöft am Gommersberg findet sich 1787 als Gundrichberg(?), um 1830 Gundersberg, 1857 als Guntrichsberg, der Gommersberg selbst 1787 als Fuherlingberg(?).
Der kleine Ort geriet einmal in die Aufmerksamkeit der Öffentlichkeit: Im Winter 1906/07 waren „infolge der Schneemengen große Erdteile eingesunken und abgerutscht, ein Haus war dem Einsturz nahe und mehrere Gebäude waren gefährdet.“ Die Sache um Katastrophenhilfe wurde sogar Juni 1907 im Reichsrat verhandelt.